# Moshe Katsav
Moshe Katsav (hebreiska משה קצב Mōšeh Qaṣṣāḇ), född 5 december 1945 i Yazd, Iran, är en israelisk politiker (Likud) som var Israels president 2000–2007. Han är gift med Gila Katsav.

## Biografi
Moshe Katsav, som är född i Iran, flyttade till Israel med sina föräldrar 1951. Han var borgmästare, samt minister i  Benjamin Netanyahus regering, innan han ställde upp i sitt första presidentval 2000 mot Arbetarpartiets Shimon Peres. Katsav vann med 63/57, och svor presidenteden 1 augusti samma år. Katsav blev då den förste presidenten från Likud sedan staten Israel utropades 1948.
Presidenten i Israel har främst ceremoniella uppgifter, samt kan benåda fångar. Presidenten förväntas hålla sig utanför politiken. Katsav stödde eld upphör-planen för Israel-Palestina 2002, som dåvarande premiärminister Ariel Sharon förkastade. Katsav vägrade benåda Yigal Amir, Yitzhak Rabins mördare.
I juli 2006 inleddes en förundersökning mot Katsav sedan han anklagats för sexuella trakasserier av kvinnliga medarbetare i sin omgivning. I samband med dessa anklagelser har det också framkommit misstanke om att han utfört olagliga benådningar av vänner till de partner han haft. DN 23 augusti 2006. Den 15 oktober 2006 beslutade myndigheterna att rättsprocessen mot Katsav gällande bland annat sexuella trakasserier kommer att fortsätta. Det blev en rättegång, en situation som är helt unik i Israels historia och även högst ovanlig internationellt sett. Åtalet gäller bland annat våldtäkt, och i december 2010 befanns han skyldig till våldtäkt och sexuella trakasserier av medarbetare. 
Den 24 januari 2007 beslutade Katsav sig för att ta tjänstledigt när Israels riksåklagare beslutat att åtal kan väckas mot Katsav. Han kunde dock formellt åtalas, och ställas inför rätta, först efter att hans ämbetsperiod gått ut den 1 juli 2007.
2011 dömdes Katsav i israelisk domstol till sju års fängelse för flera fall av sexualbrott.